# IPad Air (2013)
De iPad Air is de vijfde generatie iPad van het Amerikaanse bedrijf Apple Inc. Hij was sinds 1 november 2013 verkrijgbaar, en is vanaf 21 maart 2016 uit de verkoop gehaald. De iPad Air heeft een dunner ontwerp dat op de iPad mini gelijkt. Net als de iPad mini met retina-display heeft hij een 64 bit-Apple A7-processor met de M7-coprocessor. De opvolger van deze iPad is de iPad Air 2.

## Geschiedenis
De iPad Air werd aangekondigd tijdens de keynote op 22 oktober 2013. De invitatie daarvoor was "We still have a lot to cover".

## Functies

### Software
De iPad Air wordt geleverd met het iOS 7-besturingssysteem. Het is een vernieuwde versie ontworpen door Jonathan Ive met nieuwe functies als verfijnde typografie, nieuwe iconen, gebruik van transparatie en het parallax op basis van de gyroscoop.
Het uiterlijk van iOS 7 heeft geen skeuomorphische elementen meer, dit zien we vooral bij Game Center waar het groene vilt is vervangen door een witte achtergrond.
De iPad Air komt geleverd met enkele vooraf geïnstalleerde applicaties: Siri, Safari, Mail, iBooks, Foto's, Kaarten, FaceTime, Kiosk, Berichten, iTunes Store, App Store (iOS), Agenda, Muziek, Video's, Klok, Herinneringen, Contacten, Camera, Notities, Photo Booth en Game Center.
Apple biedt ook hun eigen GarageBand- en iWork-pakket gratis aan bij activatie.

### Ontwerp
De iPad Air is de eerste grote designverandering bij de iPad. Hij heeft een nieuw 7,5 mm dik design en een dunnere vezel die te vergelijken is met de iPad mini. Doordat hij zo sterk verkleind is in volume is de iPad Air 22% lichter dan de daarvoor lichtste iPad 2. Hij heeft nog steeds een 9,7-inch (24,6 cm) retina-display met een vingerafdrukbestendige, vetafstotende coating.
Als de vorige generaties heeft de iPad Air een lcd-beeldscherm vrij van kwik, arseen-vrij glas, BFR-vrij, pvc-vrij en is de aluminium behuizing zeer goed recycleerbaar.

### Hardware
De iPad Air bezit vele interne componenten vergelijkbaar met de iPhone 5S zoals de A7-chip met 64 bits-architectuur en M7-bewegingsprocessor.
Hij bezit ook een 5 megapixel-Autofocus iSight-camera met 1080p-HD-videoopnamefunctie aan de achterzijde en een 1,2 megapixel-FaceTime HD-camera met 720p-HD-video aan de voorzijde om videogesprekken mee te voeren.
Hij heeft ondersteuning voor wifi (802.11a/b/g/n) met twee kanalen (2,4 GHz en 5 GHz) en MIMO. Hij bezit een ingebouwde lithiumpolymeerbatterij van 32,4 wattuur die tot 10 uur internetten (via wifi), video's bekijken of muziek beluisteren geeft.
Net als de vorige generaties heeft hij knoppen voor aan/uit, sluimerstand aan/uit, geluid uit/schermrotatie, volume harder/zachter en thuis.
Aan de bovenzijde zijn er twee microfoons en een 3,5mm-stereoaansluiting voor koptelefoons. Aan de onderzijde is er een ingebouwde stereoluidspreker en een lighting-connector.
De iPad Air komt in twee kleuren, spacegrijs en zilver. Men kan kiezen tussen 16, 32, 64 of 128 GB opslagcapaciteit met optioneel mobiel internet.